# امامزاده ملک خاتون گوشه
امامزاده ملک خاتون گوشه مربوط به اتابکان است و در شهرستان فارسان، بخش مرکزی، دهستان میزدج سفلی، روستای گوشه، خیابان امامزاده واقع شده و این اثر در تاریخ ۲۵ آبان ۱۳۸۷ با شمارهٔ ثبت ۲۳۸۱۷ به‌عنوان یکی از آثار ملی ایران به ثبت رسیده است.